# 埃爾伍德 (堪薩斯州)
埃爾伍德（英語：Elwood）是一個位於美國堪薩斯州多尼芬縣的城市。

## 地方資料
根據2020年美國人口普查的數據，埃爾伍德的面積為7.54平方千米，當中陸地面積為7.54平方千米，而水域面積為0.00平方千米。當地共有人口1180人，而人口密度為每平方千米156.5人。